# Уорсли, Лорн
Лорн «Гамп» Уорсли (англ. Lorne «Gump» Worsley; 14 мая 1929, Монреаль — 26 января 2007, Сент-Иасент) — канадский хоккеист, вратарь. 
С 1952 по 1963 год играл за «Нью-Йорк Рейнджерс». С 1963 по 1970 за «Монреаль Канадиенс» вместе с которым четыре раза выигрывал Кубок Стэнли (1965, 1966, 1968 и 1969), а также выходил в финал (1967). В 1970 году перешёл в клуб «Миннесота Норт Старз», в котором играл до 1974 года, когда и закончил карьеру.
Обладатель приза НХЛ «Везина Трофи» (1966 и 1968), как лучшему вратарю сезона и «Колдер Трофи», как лучшему новичку сезона (1953). В 1968 году входил в первый состав сборной «Олл Старз» НХЛ.
Всего в матчах регулярного сезона НХЛ провёл 860 матчей, в плей-офф Кубка Стэнли — 70 матчей.
Умер от сердечной недостаточности.